# Basem Fathi
Basem Fat'hi Omar Othman (Amman, 1º agosto 1982) è un calciatore giordano, difensore dell'Al-Wehdat.

## Caratteristiche tecniche
È un terzino sinistro.

## Carriera

### Club
Comincia a giocare in patria, all'Al-Wehdat, in cui milita ininterrottamente per 11 anni, vincendo più volte il campionato e la coppa nazionale. Nel 2009 si trasferisce in prestito all'Al-Watani, squadra dell'Arabia Saudita. Nel 2010 rientra dal prestito. Milita all'Al-Wehdat per altri 5 anni. Nel 2015 viene acquistato dall'Al-Shamal, squadra qatariota. Nel 2016 torna in patria, all'Al-Wehdat.

### Nazionale
Ha debuttato in Nazionale il 28 gennaio 2005, nell'amichevole Giordania-Norvegia (0-0). Ha messo a segno la sua prima rete con la maglia della Nazionale il 29 febbraio 2012, in Cina-Giordania (3-1), in cui ha siglato la rete del momentaneo 2-1. Ha partecipato, con la Nazionale, alla Coppa d'Asia 2011. Ha collezionato in totale, con la maglia della Nazionale, 73 presenze e due reti.